# Peter Pavel Klasinc
Peter Pavel Klasinc (1946), slovenski zgodovinar, arhivist, doktor arhivskih znanosti.
Kot arhivist se je najprej zaposlil v Zgodovinskem arhivu na Ptuju. Leta 1973 je prevzel njegovo vodenje. Leta 1976 se je zaposlil v Pokrajinskem arhivu Maribor in ga vodil med leti 1982 – 1995. Do leta 1997 je bil zaposlen na Mestni občini Maribor in opravljal funkcijo podžupana za družbene dejavnosti. Kot znanstveni in arhivski svetnik je delal v Pokrajinskem arhivu Maribor do upokojitve leta 2007.
Leta 1979 je opravljal mandat predsednika Arhivskega društva Slovenije. Leta 1981 je bil izvoljen za predsednika predsedstva Zveze arhivskih delavcev Jugoslavije in bil več let član uredništva strokovnega časopisa Arhivist. Bil je član komisije za edicijo Arhivski fondi in zbirke v SFRJ in urednik slovenskega prispevka (1984). Organiziral je aktivnosti za izdelavo Vodnika po fondih in zbirkah Pokrajinskega arhiva Maribor (1990). Njegovo delo pri evidentiranju arhivskega gradiva v tujini je obrodilo sad v obsežni publikaciji z naslovom Vodnik po informativnih pomagalih Štajerskega deželnega arhiva v Gradcu (1991). Leta 1992 je doktoriral na Univerzi v Zagrebu. Organiziral in vodil je organizacijski odbor za pripravo in izvedbo posvetovanj o strokovno-tehničnih vprašanjih in problemih sodobne arhivistike in arhivske znanost v Radencih v organizaciji Pokrajinskega arhiva Maribor in bil urednik publikacije Sodobni arhivi od leta 1978 do 2002.  
Leta 1986 je bil na njegovo pobudo ustanovljen Center za tehnične in znanstvene probleme v arhivih – današnji Mednarodni inštitut arhivskih znanosti s sedežem v Mariboru in Trstu (IIAS). Pod njegovim vodstvom je inštitut pripravil več mednarodno odmevnih strokovnih dogodkov in jesenske šole arhivistike. Je urednik arhivske strokovne mednarodne publikacije Atlanti in znanstvene publikacije Atlanti Plus.
Dr. Peter Pavel Klasinc je pripravil in organiziral študij arhivistke in dokumentologije ter arhivskih znanosti na visokošolski ustanovi Alma Mater Europea – Evropski center Maribor. Od začetka študija leta 2013 predava kot redni profesor in opravlja funcijo predstojnika oddelka. Leta 2016 je prejel Aškerčevo nagrado za življenjsko delo.